# Annie Palmen
Annie Palmen, nacida Anna Maria Palmen (IJmuiden, Holanda Septentrional, 19 de agosto de 1926 – Beverwijk, Holanda Septentrional, 15 de enero de 2000) fue una cantante holandesa, conocida por su participación en el Festival de la Canción de Eurovisión 1963.

## Inicios
Palmen nació en IJmuiden. Comenzó su carrera cantando en orquestas en la zona de Haarlem, luego cantó en diferentes emisoras de radio antes de grabar su primer disco, "Ik zal je nooit meer vergeten", en 1958.

## Festival de Eurovisión
En 1960, Palmen tomó parte en la selección holandesa para Eurovisión, con la canción "Wat een geluk" ("Qué suerte"). En un proceso de selección un tanto extraño, cada una de las ocho canciones participantes era interpretada por dos artistas, una votación popular eligió Wat een geluk como la canción que representaría a los Países Bajos. Un jurado de profesionales decidió que entre Palmen y Rudi Carrell fuera este último el que defendiese el tema en el Festival de la Canción de Eurovisión 1960, Annie Palmen quedó fuera.
Palmen volvió en 1963, con un proceso en el que ella era la única participante, el jurado escogió la canción "Geen ander" ("Nadie más") fue escogida para participar en el Festival de la Canción de Eurovisión 1963, que se disputó en Londres el 23 de marzo.  Antes del Festival, la canción fue reescrita por completo y se convirtió en "Een speeldoos" ("Una caja de música").  De 16 participantes, "Een speeldoos" fue una de las cuatro canciones (las otras fueron Finlandia, Noruega y Suecia) que no obtuvo votos. Era la segunda vez que los Países Bajos se quedaban con cero puntos tras De Spelbrekers el año anterio.

## Carrera posterior
En 1967, Palmen apareció como cantante con la orquesta De Boertjes van Buuten, de música tradicional, en el programa de televisión de la cadena KRO llamado Mik, haciendo el papel de Drika. Fue todo un éxito, pero tras la cancelación del programa en 1972, la carrera de Palmen finalizó.

## Fallecimiento
Palmen murió en Beverwijk el 15 de enero de 2000, tras una larga enfermedad a la edad de 73 años.

## Discografía
Singles
- 1958: "De dokter heeft gezegd"
- 1958: "Ik zal je nooit meer vergeten"
- 1958: "Laat pa het maar doen"
- 1958: "Piero"
- 1959: "De zilvren maan van Maratonga"
- 1959: "Wat fijn kapitein"
- 1960: "Sailor"
- 1960: "Wat een geluk"
- 1963: "Een speeldoos"
- 1963: "Waarom laat je mij alleen"
- 1964: "Ga naar Bombay, ga naar Rio"
- 1964: "Ich tanze mit dir (in den Himmel hinein)"
- 1965: "Speel nog eenmaal voor mij Habanero"[6]